# Araçaíba
Araçaíba é um distrito do município brasileiro de Apiaí, no interior do estado de São Paulo. Já foi sede de município entre os anos de 1924 e 1934, com o nome de Capoeiras.

## História

### Origem
O distrito de Araçaíba teve origem no povoado de Capoeiras, cuja origem remonta ao século XVIII. Conta-se que Francisco Xavier da Rocha, obrigado a fugir de Minas Gerais, onde havia sido Capitão-Mor de um de seus 'arraiais', por crime ali praticado, veio parar nestas regiões com 150 escravos, fundando então um pequeno povoado.
Sabendo, por intermédio de um caçador de Itapetininga, da existência de ouro nas nascentes do Rio Apiaí veio então a estabelecer-se no lugar de nome Capoeiras, tendo depois seguido adiante fundando uma das primeiras povoações que dariam origem ao município de Apiaí.

### Formação administrativa
- Distrito policial de Capoeiras criado em 11/10/1913, no município de Apiaí[4].
- Lei nº 1.514 de 05/12/1916 - Cria o distrito de Capoeiras, no município de Apiaí[5].
- Lei nº 2.033 de 30/12/1924 - Cria o município de Capoeiras[6].
- Pelo Decreto nº 6.448 de 21/05/1934 foi extinto o município de Capoeiras, sendo incorporado novamente ao município de Apiaí[7].
- Pelo Decreto-Lei n° 14.334 de 30/11/1944 teve a denominação alterada para Araçaíba[8].
- Pela Lei Ordinária nº 37 de 18/11/2003 perdeu terras para a criação do distrito de Lageado de Araçaíba[9].

### Pedidos de emancipação
O distrito tentou a emancipação político-administrativa e ser elevado novamente à município, através de processo que deu entrada na Assembléia Legislativa do Estado de São Paulo no ano de 1990, mas no plebiscito realizado em 19/05/1991 a maioria dos eleitores preferiu que Araçaíba continuasse como distrito, sendo o processo arquivado. Em 1993 entrou com outro pedido de emancipação, mas o processo encontra-se com a tramitação suspensa.

## Geografia

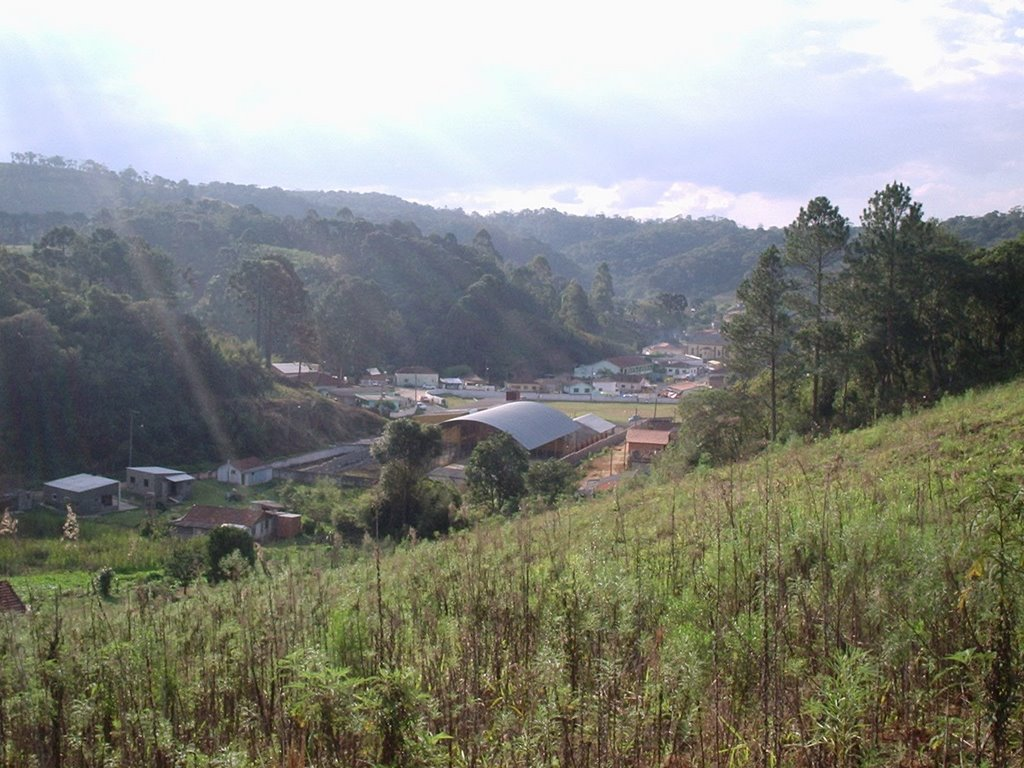
Vista do distrito.

### Demografia

#### População urbana
| Crescimento população urbana | Crescimento população urbana | Crescimento população urbana | Crescimento população urbana |
| Censo                        | Pop.                         |                              | %±                           |
| ---------------------------- | ---------------------------- | ---------------------------- | ---------------------------- |
| 1934                         | 389                          |                              |                              |
| 1940                         | 228                          |                              | −41,4%                       |
| 1950                         | 161                          |                              | −29,4%                       |
| 1960                         | 505                          |                              | 213,7%                       |
| 1970                         | 491                          |                              | −2,8%                        |
| 1980                         | 585                          |                              | 19,1%                        |
| 1991                         | 971                          |                              | 66,0%                        |
| 2000                         | 966                          |                              | −0,5%                        |
| 2010                         | 945                          |                              | −2,2%                        |
| Fonte: IBGE e Fundação SEADE |                              |                              |                              |

#### População total
Pelo Censo 2010 (IBGE) a população total do distrito era de 1 622 habitantes.

### Área territorial
A área territorial do distrito é de 94,853 km².

### Rodovias
O principal acesso ao distrito é a Rodovia Hiroshi Kosuge (SP-249).

## Serviços públicos

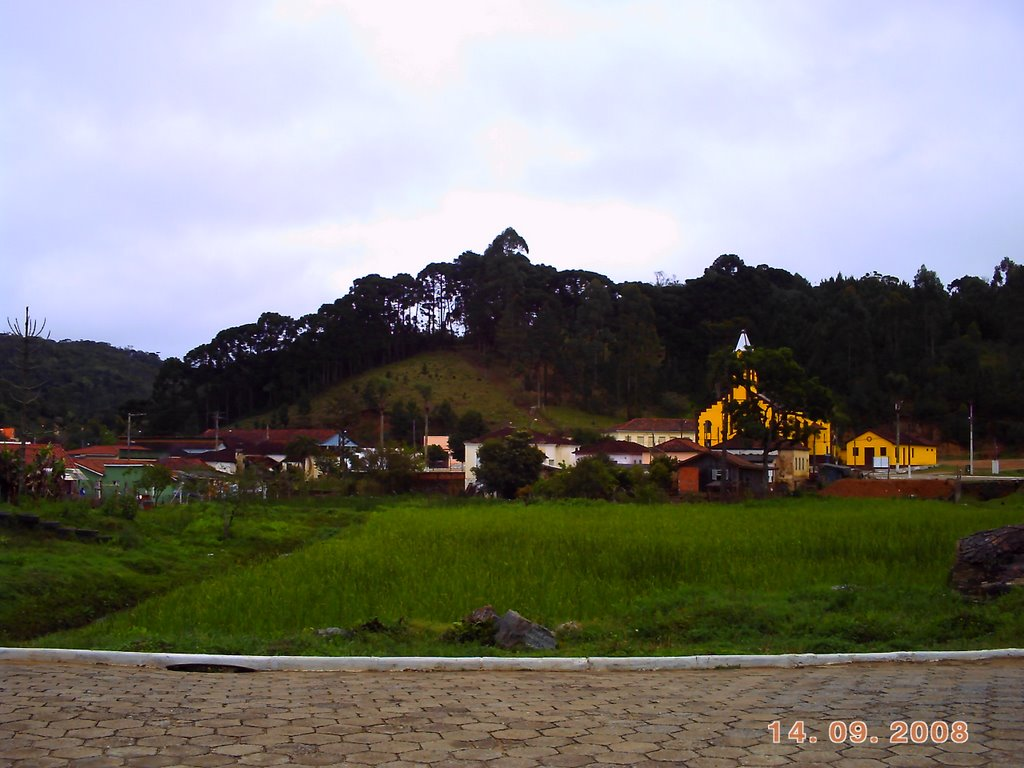
Aspecto local.

### Registro civil
Atualmente é feito no próprio distrito, pois o Cartório de Registro Civil das Pessoas Naturais ainda continua ativo. Os primeiros registros dos eventos vitais realizados neste cartório são:
- Nascimento: 07/02/1917
- Casamento: 13/02/1917
- Óbito: 07/02/1917

### Saneamento
O serviço de abastecimento de água é feito pela Companhia de Saneamento Básico do Estado de São Paulo (SABESP).

### Energia
A responsável pelo abastecimento de energia elétrica é a Neoenergia Elektro, antiga CESP.

### Telecomunicações
O distrito era atendido pela Telecomunicações de São Paulo (TELESP), que inaugurou a central telefônica utilizada até os dias atuais. Em 1998 esta empresa foi vendida para a Telefônica, que em 2012 adotou a marca Vivo para suas operações.

## Religião
O Cristianismo se faz presente no distrito da seguinte forma:

### Igreja Católica
- A igreja faz parte da Diocese de Itapeva[24].

### Igrejas Evangélicas
- Congregação Cristã no Brasil[25].